# Helina townsendi
Helina townsendi este o specie de muște din genul Helina, familia Muscidae, descrisă de John Otterbein Snyder în anul 1941.
Este endemică în Peru. Conform Catalogue of Life specia Helina townsendi nu are subspecii cunoscute.